# 井川宜之
井川宜之（いがわ　のりゆき、1975年-）は、川崎フロンターレの川崎フロンターレ管理部企画担当シニアマネージャー（2022年時点）。愛知県出身。明治大学経営学部卒業。スポーツ界の経営者を輩出する公益財団法人スポーツヒューマンキャピタル3期生MVP。

## 略歴
小学生の頃にサッカーをやっていたが、中学では野球、柔道、陸上競技を転々とする。
高校時代には昼休みに同級生とボールを蹴るのを楽しみにしていた。1993年には新聞配達のアルバイトで得た金銭で、日本代表のワールドカップ・アジア1次予選を東京まで観に行く。当事者でも関係者でも無かったが同年のドーハの悲劇の際には、深夜の名古屋市内を走り回り、翌日は高校を休んだ。
日本のサッカーを自分が強くするという思いを大真面目に考えるようになった。 
その後、浪人を経て明治大学へ進学する。
明治大学4年生となっていた1998年、ワールドカップの本戦初出場となった日本代表を観るため、井川は初の日本国外旅行としてフランスへ赴く。パリのシャンゼリゼ通りで川淵三郎と偶然遭遇した井川は川淵に自分はサッカーが好きで、サッカーの仕事がしたいという気持ちをそのままぶつけた。川淵からは「頑張れ」「待ってる」という背中を押すような返答をもらった。
明治大学卒業間近の1999年2月、川崎フロンターレが募集していたアルバイトに応募する。応募者は井川ひとりだけであった。翌年にはフロンターレの社員となる。
2002年、ワールドカップ日韓大会では日本代表チーム、ドイツ代表チームのチームエスコートを担当し、その後神奈川県で開催されるクラブワールドカップではチームダイレクターを担当。
2017年に営業部長に就任、その後プロモーション部も兼任。営業部長は2021年まで務めた。
2021年7月東京オリンピック2020に従事し、有明アーバンスポーツパークでメディア副責任者を務めていた際、責任者のアンドレアス・ウェルツが職務中に一時心肺停止したが、チームメンバーと共にAEDで処置を施し無事一命を取り留めた。その後メディア責任者として会場を取り仕切った。
なお、川崎フロンターレの私設応援団「川崎華族」の2023年4月5日付けのブログ記事では、川崎フロンターレの強化部長であった庄子春男と共に「（井川が）フロンターレを去りました。」と記載されている（庄子は2023年3月31日で退任）。
2023年3月からKPMGコンサルティング株式会社に転職。「日本のスポーツ産業がもっと稼げるように」サッカー界を飛び出した。コンサルティングの世界で「スポーツにおカネを集めるための武器を身につけて」、2050年までにワールドカップ優勝というJFAが掲げるマイルストーンを強く意識し、ビジネスサイドでその偉業に貢献するという人生の目標を立てている。

## 主な企画実績
サポートショップ（2000年〜）
弱者のマーケティング戦略として、クラブを応援してくれる分母を増やすために支援者を増やし、川崎市での存在感を高めるために始めた制度。商店街の店主たちとの会話から生まれた試合会場に行けなくてもクラブを応援できるように年会費 1万円から加盟でき、入会特典は観戦チケットでなく、店舗でフロンターレを応援していることがわかるポスターやフラッグにした。最盛期には800店舗以上まで広がった。
選手紹介VTR（2002年〜）
J2降格後、すべてを自分たちの手でと、場内放送演出を担当することになる。Jリーグアンセムを聴いた時、アメリカのスポーツの試合開始前に必ず歌われる国歌斉唱やメジャーリーグの私を野球に連れてってのような場内が盛り上がる定番を、試合前に必ず作り出すことを目指して作成された。Jリーグアンセムを聴くとフロンターレを応援する人は自然と気持ちが盛り上がるパブロフの犬効果を狙って始めた。
営業活動（2002年〜）
人と人のつながりを生かして川崎信用金庫、JAセレサ川崎、エバラ食品、田園調布学園大学、三井不動産、和幸商事（とんかつ和幸）、ウエインズトヨタ神奈川、SMBCコンシューマーファイナンス、ロッテ、早稲田アカデミー、ニュータンタンメン、マルコメ、PwC など数々のパートナー企業を獲得する。その結果、2021年度には営業収入をJクラブ一位に導く。
必勝祈願・商店街挨拶回り（2004年〜）
1年でホームゲームは20日ほど。地域住民たちがスタジアムに気軽に足を運びたくなるように、まずは選手たちが直接、地域住民のもとを訪ねる方法を選んだ企画。
フロンパーク・オンラインフロンパーク開園（2009年〜）
ホームゲームで等々力陸上競技場入場口前の公園広場に「川崎フロンパーク」と銘打ったイベント広場を開園する。コロナ禍中は、「オンラインフロンパーク」計画（通称オフロ計画）を行った。。
フロンターレなんでターレが必要（2018年）
ホームゲームプロモーションイベント「KAWAハロー！ウィンPARTY」実施時、等々力陸上競技場をトドロキキョウギ城と名付け、大横断幕とレーザー照射で初の仮装を施す。ハーフタイムショーでは、DJ KOOが魚市場で馴染みがあるターレットトラック、通称「ターレ」に乗り会場を盛り上げた。
23（フミ・文）企画・フロンターレポスト設置（2019年）
クラブ創立23周年とリーグ2連覇を記念して、川崎市7区に歴代ユニフォームデザインを扱った郵便ポストを設置した。
マイケル・オーウェンさんとイギリスをオウエン（2020年）
東京オリンピック2020で等々力陸上競技場をキャンプ地とするイギリスを、元サッカーイングランド代表のオーウェンと応援しようという企画。実際に来日予定もコロナ禍で来日できず幻の企画となった。
SCRAP×川崎フロンターレ 絶体絶命からの脱出（2020〜2021年）
コロナ禍の中でも地域とクラブのつながりを途切れさせないように企画されたSCRAP初のスポーツクラブとのコラボリアル脱出ゲーム。商店街を歩いて謎解きをする内容のため、試合日以外にコロナ禍中でも安心してクラブの企画にサポーターが参加できるように実現された。。
恩返しプロジェクト（2020年)
クラウドファンディングで集まった支援金を川崎市「新型コロナウイルス感染症への対応に関する寄附金」に寄附した。総額1000万円を超える金額が集まった。
第一回かわさきSDGsランド（2022年）
SDGsを分かりやすく楽しく推進していくために、『水曜どうでしょう』とコラボレーションした企画を実施した。
かわさき子ども食堂ネットワーク支援（2022年〜）
川崎フロンターレがハブとなり、自治体や企業とNGOを結び付け「かわさきこども食堂ネットワーク」の支援をスタート。2024年時点では、川崎市、ロッテ、マルコメ、ドール 、富士通、ヤマト運輸 、WAKO GROUP HOLDINGS、ウエインズトヨタ神奈川、元祖ニュータンタンメン本舗、Ridgelinezらが包括的に支援している。
HEROs AWARDS（2022年）
日本財団が主催する賞において、川崎フロンターレはスポーツ団体部門で「川崎フロンターレSDGs」の活動が評価され、初受賞となった。